# Мейжис, Ирина Альбертовна
Ирина Альбертовна Мейжис (укр. Ірина Альбертівна Мейжис; род. 1945) — советский и украинский ученый, библиотековед, социолог, психолог; доктор педагогических наук (2000), профессор (2007).

## Биография
Родилась 5 декабря 1945 года в Николаеве Украинской ССР.

### Образование
Окончила библиотечный факультет Ленинградского института культуры (ныне Санкт-Петербургский государственный институт культуры), где обучалась в 1965—1969 годах.
В 1980 защитила кандидатскую диссертацию на тему «Формирование интереса к героико-патриотической литературе у подростков — читателей библиотеки в процессе руководства их чтением». В 1992 году защитила докторскую диссертацию на тему «Социально-психологические основы библиотечного обслуживания».
В 2000 году Ирина Мейжис повторно защитила диссертацию «Соціально-психологічні засади бібліотечного обслуговування» в Харьковской государственной академии культуры для получения на Украине, ставшей самостоятельным государством, степени доктора педагогических наук.

### Деятельность
По окончании вуза, в 1969—1975 годах работала главным библиотекарем Николаевской областной библиотеки для детей. С 1975 года работала в Николаевском филиале Киевского института культуры (ныне Киевский национальный университет культуры и искусств), где прошла ступени преподавателя и старшего преподавателя (с 1975 года); доцента (с 1982 года); заведующего кафедрой библиотековедения и библиографии (с 1987 года); в 1992—1994 годах — докторант этого института.
В июле 1994 — апреле 1998 годов Ирина Альбертовна занимала должность заместителя председателя по исполнительной работе по вопросам образования, культуры, здравоохранения и спорта Николаевского городского совета народных депутатов. С мая 1998 года работала деканом департамента политологии, профессор Николаевского филиала Национального университета «Киево-Могилянская академия» (ныне Черноморский национальный университет имени Петра Могилы).
С 2001 года некоторое время жила и работала в Лахти, Финляндия. В 2004 году вернулась на преподавательскую работу в Университет имени Петра Могилы в должности профессора, с 2020 года — заведующая кафедрой социологии.
Автор около 60 научных трудов, включая (вместе с Людмилой Почебут) учебное пособие «Социальная психология».
Наряду с научно-педагогической, И. А. Мейжис занимается общественной деятельностью. В 1991 году она основала и стала первой главой Николаевской областной библиотечной ассоциации, которая стала первой в Украине и возникла на два года раньше Украинской библиотечной ассоциации. Член Украинской библиотечной ассоциации с 1995 года. По состоянию на 2012 года Ирина Мейжис возглавляла Николаевский городской фонд поддержки средств массовой информации.
С мая 1991 по февраль 1996 года являлась членом Партии демократического возрождения Украины; с мая 1995 по февраль 1996 года была председателем николаевской областной организации этой партии. С 1996 по 1999 годы — член Народно-демократической партии; в 1997—1999 годах — председатель Николаевской городской организации этой партии.
Была награждена медалью «„20 лет независимости Украины“» (2014), удостоена Почетного знака «За заслуги перед городом Николаевым» (2016).